# 茅利塔尼亞地理

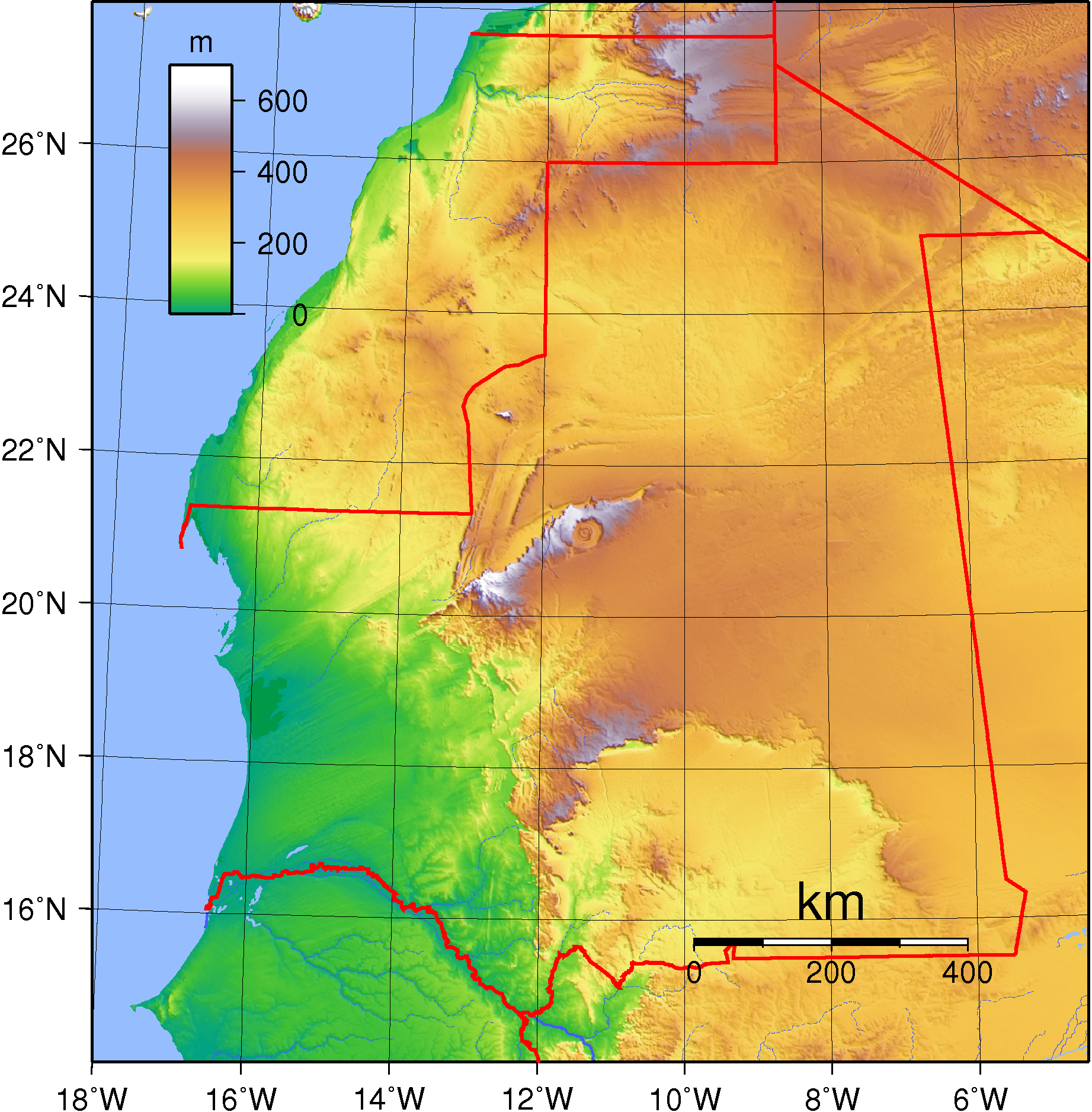
茅利塔尼亞地形圖

茅利塔尼亞是非洲西部的國家，西瀕大西洋，毗鄰塞內加爾、西撒哈拉、馬利共和國和阿爾及利亞，且為薩赫勒和馬格里布的一部分。國內為遼闊而乾燥的平原，面積1,030,700平方公里；地勢大致平坦，偶有沙丘和峭壁般的岩層露出。國境中央是一系面西南側的斷崖，縱向貫穿、將平原一分為二；它也區隔出各脈砂岩高原，其中最高的是阿德拉爾高原，海拔高度達500公尺。部分崖腳下布有綠洲，春季時尤盛。高原上方矗立著獨拔的岩峰，其內蘊藏豐富礦產；峰群中較矮小的稱為「guelbs」，較高聳的為「kedias」。北部為茅利塔尼亞最著名的巨大同心圓地形——理查特結構。茅國最大的城鎮是祖埃拉特，旁為茅利塔尼亞山脈，最高峰達海拔1,000公尺。

## 理查特結構

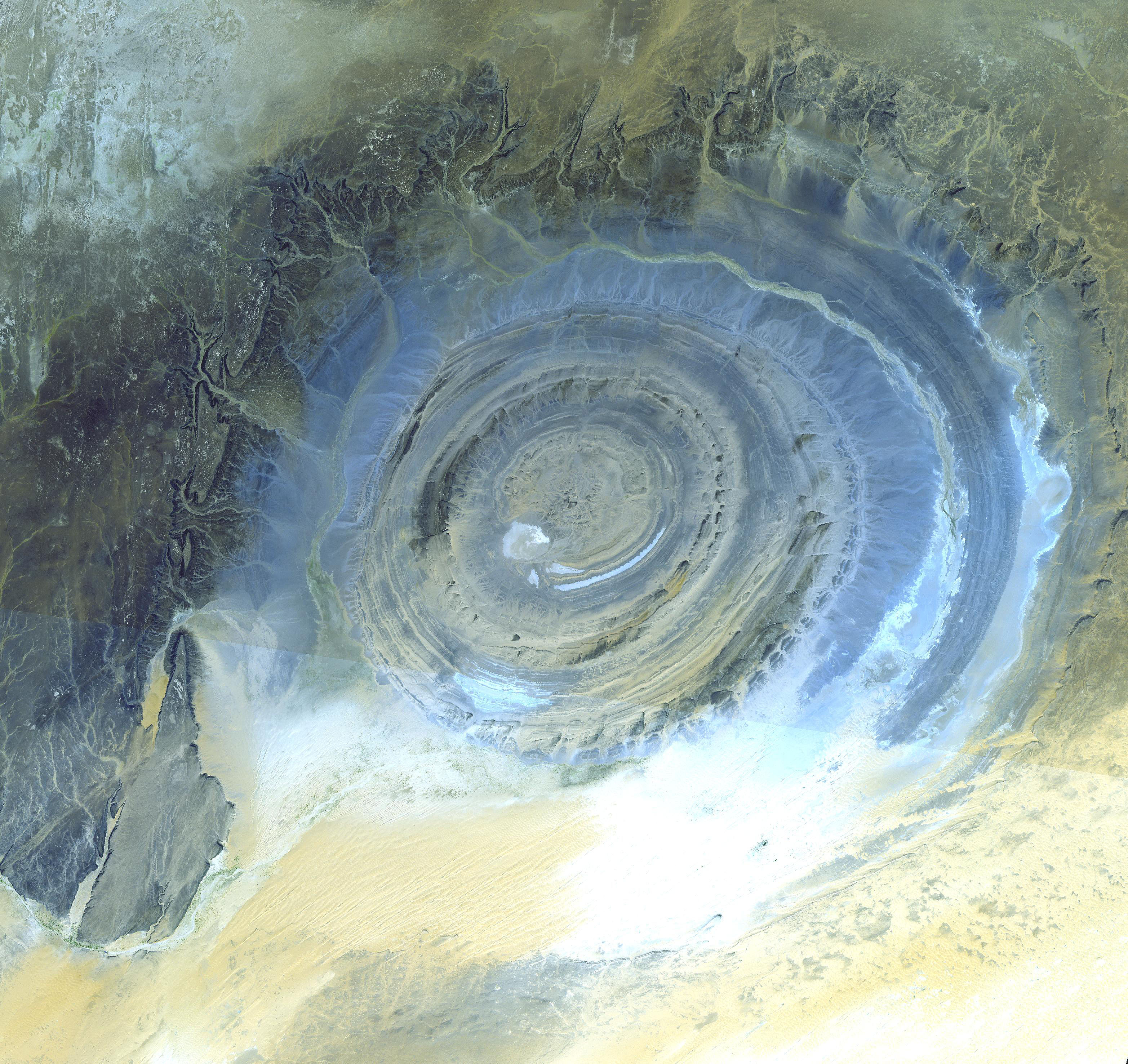
理查特結構的衛星影像

理查特結構直徑約40公里，是茅利塔尼亞最著名的景觀，也是航太的重點地標。學界原先認為理查特結構是隕石撞擊所留下的結構，但隨著進一步觀察分析，現今普遍推測它是圓形背斜經相對侵蝕和地形抬昇後，剩下硬度較高、不易受侵蝕的古生代石英岩，因而構成的對稱隆起。

## 面積與邊界
- 面積
  - 總面積：1,030,700 km²
  - 陸域面積：1,030,400 km²
  - 水域面積：300 km²
- 陸地邊界
  - 總長度：5,074 km
- 鄰國邊界
  - 阿爾及利亞 463 km
  - 馬利共和國 2,237 km
  - 塞內加爾 813 km
  - 西撒哈拉 1,561 km
- 海岸線長：754 km
- 領海主張
  - 臨接海域：24 nmi（44.4 km；27.6 mi）
  - 大陸架：200 nmi（370.4 km；230.2 mi）
  - 專屬經濟區：200 nmi（370.4 km；230.2 mi）
  - 領海：12 nmi（22.2 km；13.8 mi）